# Charles Cioffi
Charles Cioffi, conosciuto anche come Charles M. Cioffi (New York, 31 ottobre 1935), è un attore statunitense.

## Biografia
È nato a New York e ha studiato presso la Michigan State University, in cui è diventato un membro della Sigma Chi Fraternity. Ha interpretato Lt. Vic Androzzi in Shaft il detective (1971) e Peter Cable in Una squillo per l'ispettore Klute (1971). È più volte apparso in programmi televisivi come Frasier, Wings, X-Files, A-Team.

## Filmografia parziale

### Cinema
- Una squillo per l'ispettore Klute (Klute), regia di Alan J. Pakula (1971)
- Shaft il detective (Shaft), regia di Gordon Parks (1971)
- Il ladro che venne a pranzo (The Thief Who Came to Dinner), regia di Bud Yorkin (1973)
- Lucky Luciano, regia di Francesco Rosi (1973)
- Il boss è morto (The Don Is Dead), regia di Richard Fleischer (1973)
- Crazy Joe, regia di Carlo Lizzani (1974)
- Il prossimo uomo (The Next Man), regia di Richard C. Sarafian (1976)
- L'altra faccia di mezzanotte (The Other Side of Midnight), regia di Charles Jarrott (1977)
- Salvate il Gray Lady (Gray Lady Down), regia di David Greene (1978)
- L'uomo venuto dall'impossibile (Time After Time), regia di Nicholas Meyer (1979)
- Missing - Scomparso (Missing), regia di Costa-Gavras (1982)
- Il ribelle (All The Right Moves), regia di Michael Chapman (1983)
- Il mio nome è Remo Williams (Remo Williams: the Adventure Begins), regia di Guy Hamilton (1985)
- Gli strilloni (Newsies), regia di Kenny Ortega (1992)
- La vedova americana (Used People), regia di Beeban Kidron (1992)
- Shadow Program - Programma segreto (Shadow Conspiracy), regia di George Pan Cosmatos (1997)
- Amy's O - Finalmente l'amore (Amy's Orgasm), regia di Julie Davis (2001)

### Televisione
- Bonanza – serie TV, episodio 13x20 (1972)
- Le strade di San Francisco (The Streets of San Francisco) – serie TV, 1 episodio (1975)
- Kojak – serie TV, episodio 5x01 (1977)
- La casa nella prateria (Little House on the Prairie) – serie TV, episodio 5x22 (1979)
- A-Team (The A-Team) – serie TV, episodio 1x07 (1983)
- X-Files (The X-Files) – serie TV, episodio 1x01-1x04 (1993)
- La signora in giallo (Murder, She Wrote) – serie TV, episodio 11x14 (1995)
- The Practice - Professione avvocati (The Practice) – serie TV, 5 episodi (1999-2002)

## Doppiatori italiani
Nelle versioni in italiano delle opere in cui ha recitato, Charles Cioffi è stato doppiato da:
- Elio Zamuto in Kate McShane, Il mio nome è Remo Williams, Peter Gunn
- Luigi Vannucchi in Una squillo per l'ispettore Klute
- Alessandro Sperlì in Shaft il detective
- Antonio Casagrande in Lucky Luciano
- Gianni Marzocchi in Crazy Joe
- Massimo Foschi in L'uomo venuto dall'impossibile
- Andrea Lala in  La casa nella prateria
- Michele Gammino in Missing - Scomparso
- Dario De Grassi in Law & Order - I due volti della giustizia
- Bruno Alessandro in Gli strilloni
- Emilio Cappuccio in X-Files (ep. 1x01, 1x04)
- Sergio Rossi in X-Files (ep. 4x07)
- Giancarlo Padoan in X-Files (ep. 4x24, 5x01, 5x02)
- Romano Ghini in La signora in giallo
- Stefano De Sando in Missing - Scomparso (ridoppiaggio)